# 매끄러운 다양체
미분기하학에서 매끄러운 다양체(영어: smooth manifold) 또는 미분 가능 다양체(微分可能多樣體, 영어: differentiable manifold)는 미적분학을 전개할 수 있는 구조가 주어진 다양체이다. 매끄러운 다양체 위에서는 함수의 미분과 적분 및 벡터장이나 미분 형식과 같은 해석학적 대상들을 정의할 수 있다.

## 정의
자연수 {\displaystyle n\in \mathbb {N} }에 대하여, {\displaystyle n}차원 다양체 {\displaystyle M} 위의 좌표근방계(座標近傍系, 영어: atlas) {\displaystyle \Phi }는 다음과 같은 데이터로 구성된다.
- {\displaystyle \Phi }는 함수의 집합이며, {\displaystyle \Phi }의 각 원소 {\displaystyle \phi \in \Phi }는 매장 {\displaystyle \phi \colon \operatorname {dom} \phi \hookrightarrow \mathbb {R} ^{n}}이다. 또한, 정의역 {\displaystyle \operatorname {dom} \phi \subseteq M}은 {\displaystyle M}의 열린 집합이며, 치역 {\displaystyle \phi (\operatorname {dom} \phi )}는 {\displaystyle \mathbb {R} ^{n}}의 열린 집합이다.

이 구조는 다음과 같은 공리들을 만족시켜야 한다.
- {\displaystyle \bigcup _{\phi \in \Phi }\operatorname {dom} \phi =M}. 즉, {\displaystyle \{\operatorname {dom} \phi \}_{\phi \in \Phi }}는 {\displaystyle M}의 열린 덮개이다.
- 임의의 {\displaystyle \phi ,\psi \in \Phi }에 대하여, 만약 {\displaystyle \operatorname {dom} \phi \cap \operatorname {dom} \psi \neq \varnothing }이라면, {\displaystyle \psi |_{\operatorname {dom} \phi \cap \operatorname {dom} \psi }\circ \phi ^{-1}|_{\phi (\operatorname {dom} \phi \cap \operatorname {dom} \psi )}\colon \phi (\operatorname {dom} \phi \cap \operatorname {dom} \psi )\to \psi (\operatorname {dom} \phi \cap \operatorname {dom} \psi )}는 매끄러운 함수이다. 이러한 함수를 추이 사상(영어: transition map)이라고 한다.

매끄러운 다양체 {\displaystyle (M,\Phi )}는 좌표근방계를 갖춘 다양체이다.
만약 추이 사상에 대한 조건을 {\displaystyle {\mathcal {C}}^{k}}로 약화시킨다면, 이를 {\displaystyle {\mathcal {C}}^{k}} 다양체라고 한다. 만약 추이 사상에 대한 조건을 해석 함수로 강화시킨다면, 이를 해석 다양체(解析多樣體, 영어: analytic manifold)라고 한다.
같은 다양체 {\displaystyle M} 위의 두 좌표근방계 {\displaystyle \Phi }, {\displaystyle \Phi '}에 대하여, 만약 {\displaystyle \Phi \cup \Phi '}이 역시 좌표근방계를 이룬다면 두 좌표계가 서로 호환된다고 한다. 이는 동치 관계를 이룬다. 또한, {\displaystyle M} 위의 모든 좌표근방계들의 집합은 포함 관계 {\displaystyle \subseteq }에 대하여 부분 순서 집합을 이루며, 이에 대한 극대 원소를 극대 좌표근방계(座標近傍系, 영어: maximal atlas)라고 한다. 임의의 좌표근방계 {\displaystyle \Phi }에 대하여 {\displaystyle \Phi \subseteq \Phi '}인 극대 좌표근방계 {\displaystyle \Phi '}이 항상 유일하게 존재한다. 서로 호환되는 두 좌표근방계는 미분동형 매끄러운 다양체를 정의한다. 즉, 극대 좌표근방계는 좌표근방계의 호환 관계에 대한 동치류와 일대일 대응하며, 이 때문에 극대 좌표근방계를 매끄러움 구조(영어: smooth structure)라고 하기도 한다.
두 매끄러운 다양체 사이의 매끄러운 함수 {\displaystyle f\colon (M,\Phi )\to (N,\Psi )}는 다음 조건을 만족시키는 연속 함수이다.
- 임의의 {\displaystyle \phi \in \Phi } 및 {\displaystyle \psi \in \Psi }에 대하여, 만약 {\displaystyle f(\operatorname {dom} \phi )\cap \operatorname {dom} \psi \neq \varnothing }이라면, {\displaystyle \psi |_{\operatorname {dom} \psi \cap f(\operatorname {dom} \phi )}\circ \phi ^{-1}|_{\phi (\operatorname {dom} \phi \cap f^{-1}(\operatorname {dom} \psi ))}\colon \phi (\operatorname {dom} \phi \cap f^{-1}(\operatorname {dom} \psi ))\to \psi (\operatorname {dom} \psi \cap f(\operatorname {dom} \phi ))}는 (유클리드 공간 사이의) 매끄러운 함수이다.

두 {\displaystyle {\mathcal {C}}^{k}} 다양체 사이의 {\displaystyle {\mathcal {C}}^{k}} 함수 역시 마찬가지로 정의한다. 매끄러운 다양체와 매끄러운 함수의 범주는 {\displaystyle \operatorname {Diff} }라고 쓴다. 이 범주에서의 동형을 미분동형이라고 한다.

## 성질
{\displaystyle k\geq 1}에 대하여, {\displaystyle {\mathcal {C}}^{k}} 다양체의 범주는 매끄러운 다양체의 범주와 동치이다. 다양체 {\displaystyle M} 위의 임의의 {\displaystyle {\mathcal {C}}^{k}} 좌표근방계 {\displaystyle \Phi }에 대하여, 이와 {\displaystyle {\mathcal {C}}^{k}}-호환되는 유일한 (매끄러운) 극대 좌표근방계 {\displaystyle \Phi _{\infty }}가 항상 유일하게 존재한다. 이 사실은 해슬러 휘트니가 증명하였다. 따라서, {\displaystyle {\mathcal {C}}^{k}} 다양체들은 보통 직접적으로 다룰 필요가 없다.

### 범주론적 성질
매끄러운 다양체의 범주 {\displaystyle \operatorname {Diff} }는 유한 곱을 가지며, 다양체의 범주로의 망각 함자 {\displaystyle \operatorname {Diff} \to \operatorname {TopMfd} }는 곱을 보존한다. 구체적으로, 다양체 {\displaystyle (M,\Phi )}와 {\displaystyle (N,\Psi )}의 곱 {\displaystyle (M\times N,\Phi \times \Psi )}는 다음과 같다.
- {\displaystyle M\times N}은 (위상 공간으로서의) 곱공간이다.
- {\displaystyle \Phi \times \Psi =\{(m,n)\in \operatorname {dom} \phi \times \operatorname {dom} \psi \mapsto (\phi (m),\psi (n))\in \mathbb {R} ^{\dim M}\times \mathbb {R} ^{\dim N}\colon \phi \in \Phi ,\psi \in \Psi \}}이다.

{\displaystyle M\times N}은 {\displaystyle \dim M+\dim N}차원 매끄러운 다양체이다.
그러나 두 매끄러운 다양체 사이의 함수 공간은 무한 차원의 공간이므로 다양체가 아니며, 따라서 미분 다양체의 범주는 데카르트 닫힌 범주가 아니다.

### 매끄러움 구조의 존재와 유일성
3차원 이하의 차원의 다양체는 항상 유일한 극대 좌표근방계를 갖는다. 4차원 이상의 차원에서는 좌표근방계가 존재할 수 없는 다양체도 존재하고, 또 서로 다른 두 극대 좌표근방계를 갖는 다양체도 존재한다.

## 분류
3차원 이하에서, 모든 다양체는 유일한 매끄러움 구조를 갖는다. 따라서, 3차원 이하의 매끄러운 다양체의 분류는 다양체의 분류와 같다.
- 0차원 매끄러운 다양체 {\displaystyle S}는 이산 공간이다. 이 위에는 유일한 극대 좌표근방계가 존재하며, 구체적으로 {\displaystyle S}의 임의의 부분 집합에서 {\displaystyle \mathbb {R} ^{0}=\{0\}}으로 가는 모든 함수들의 집합이다.
- 1차원 매끄러운 다양체의 각 연결 성분은 원 {\displaystyle S^{1}} 또는 실수선 {\displaystyle \mathbb {R} }이다.
- 2차원 매끄러운 다양체의 분류는 매우 복잡하지만, 콤팩트 2차원 매끄러운 다양체들은 그 오일러 지표에 따라 간단히 분류된다.
- 3차원 콤팩트 매끄러운 다양체는 기하화 추측에 따라 분류된다.

4차원의 경우, 콤팩트 다양체들은 모두 분류되었지만, 이들 위의 매끄러움 구조들의 분류는 미해결 난제이다. 5차원 이상의 매끄러운 다양체들은 수술 이론을 사용하여 분류된다.

## 예
유클리드 공간 {\displaystyle \mathbb {R} ^{n}}의 열린 집합 {\displaystyle U\subseteq \mathbb {R} ^{n}}에, 하나의 포함 함수로만 구성된 다음과 같은 좌표근방계를 부여하자.
- {\displaystyle \{\iota _{U}\colon U\hookrightarrow \mathbb {R} ^{n}\}}

이는 좌표근방계를 이루며, 이를 부여하면 {\displaystyle U}은 {\displaystyle n}차원 매끄러운 다양체를 이룬다.
초구 {\displaystyle S^{n}}나 원환면 {\displaystyle T^{n}} 등 역시 매끄러운 다양체의 예이다.

## 참고 문헌
- Kanakoglou, Konstantinos (2012년 4월 10일). “The notion of abstract manifold: a pedagogical approach”. arXiv:1204.2191. Bibcode:2012arXiv1204.2191K.

## 같이 보기
- 다양체
- 리만 다양체